# Bliesenbach-Hundskopf
Koordinaten: 50° 58′ 21″ N, 7° 23′ 52″ O
Das Naturschutzgebiet Bliesenbach-Hundskopf liegt auf dem Gebiet der Gemeinde Engelskirchen im Oberbergischen Kreis in Nordrhein-Westfalen.
Das Gebiet erstreckt sich südlich des Kernortes Engelskirchen. Nördlich des Gebietes verläuft die A 4, unweit südlich fließt der Loopebach, ein linker Nebenfluss der Agger. Im Gebiet erhebt sich der 313 Meter hohe Hundskopf.

## Bedeutung
Das etwa 51,6 ha große Gebiet wurde im Jahr 2005 unter der Schlüsselnummer GM-065 unter Naturschutz gestellt. Schutzziele sind der Erhalt und die Entwicklung der Heiden, der naturnahen Laubwaldbestände und der Quellbereiche.